# 瑞金話
瑞金話属于漢語客家語的一個直系，主要使用於江西省贛州市下的瑞金市。根據1987年版的《中國語言地圖集》，瑞金話被歸類在客家語寧龍片，而在2012年發布的《中國語言地圖集》第二版則被歸類在客家語于信片。

## 概況
瑞金縣位於江西省邊陲，東於福建省長汀縣交界，南鄰江西省會昌縣，西連于都縣，北接寧都縣和石城縣。瑞金全境說客家語。

## 內部方言

### 分片
瑞金話內部可分成幾個小片，其中以縣城象湖鎮為中心的一片範圍較廣，語音和詞彙較為統一，一般作為瑞金話的代表口音。其中包括象湖鎮、沙洲壩、葉坪、合龍、澤覃、黃柏、日東和壬田的南部，九堡和雲石東部，武陽和拔英的東北部，為中心片。其餘幾片，地處縣境的南、西、北。南片包括謝坊、雲石山、武陽和拔英的西南部，受會昌話影響；西片包括下壩、萬田、受雩都話影響；北片又分出兩個小片:日東和壬田的北部受石城話影響，大柏地、岡面、瑞林、丁陂受寧都話影響。然而各片居民都可直接通話。

### 差別

#### 聲母
1. 來母細音字，如：“李梨涼鱗龍”等，中心片讀[t-]，其他片一些地點讀[l-]。
2. 見組細音字大部分片都已經腭化為[tɕ tɕʰ ɕ]，南片拔英等地未腭化仍讀[k kʰ h]。
3. 北片的瑞林，日東等地精組和見組細音字保持了尖團的區別（見組已經腭化，但仍和精組細音字有別）。

#### 韻母
1. 舌齒音的合口字裡，包括止攝合口字如“類追醉吹棰”等、攝合口字如“推堆罪累對退腿最脆碎”等、臻攝合口字如“準尊群雲”等，中心片保持合口讀音1，其他片大都都城開口韻。
2. 尤魚虞韻，中心片一般讀[-iu]，其他片一般讀[-iɤ]/[-ɤ]。

## 音韻系統
以下是瑞金縣城象湖鎮的音系。

### 聲母
瑞金話總共有21個聲母（包括零聲母）。
| p 巴波本  | pʰ 扒婆盆  | m 馬摸門 | f 花火分 | v 挖窩溫 |
| t 打多燉  | tʰ 它托吞  | n 拿挪嫩 | l 拉羅輪 |          |
| ts 抓左尊 | tsʰ 叉坐春 | s 沙梭孫 |          |          |
| tɕ 軍糾捐 | tɕʰ 斜茄群 | ɕ 寫靴熏 | ȵ 惹銀軟 |          |
| k 加哥滾  | kʰ 卡科昆  | ŋ 牙鵝咬 | h 下河好 | Ǿ 啞袄安 |

### 韻母
瑞金話總共有51個韻母（包括自成韻母的/ŋ/）。
| ɿ 資知遲   | ŋ 唔吾五    |             |             |              |
| a 啞爹馬   | i 衣里米    | u 都母夫    | ɛ 在欸係    | o 多摸火     |
| ia 野提些  |             | iu 有丟溜   | iɛ 移低雞   | io 糾茄靴    |
| ɔ 袄刀毛   | æ 挨呆買    | ə 歐兜謀    |             |              |
| iɔ 腰刀消  | iuæ 絹倦    | iə 歐       |             |              |
|            | uæ 煨媒腮   |             | uɛ 威堆追   | oæ 哀愛噯    |
| an 單蠻簪  | in 陰明繩   | un 門魂燉   | ɔn 安端寒   | ən 恩燈含    |
| ian 煙棉尖 |             | iun 暈軍熏  |             |              |
|            |             | iuɔn 冤軟宣 | uɔn 晚般歡  |              |
| aŋ 橫爭抗  | ɔŋ 幫當忙   | əŋ 東蟲砻   |             |              |
| iaŋ 嶺明驚 | iɔŋ 央量姜  | iəŋ 壅踪濃  |             |              |
| aʔ 拔鴨罰  | iʔ 一七十   | uiʔ 不出突  | ɛʔ 柏脈佛   | oʔ 惡捉凿    |
|            | iuiʔ 屈律熨 |             | iɛʔ 跌葉捷  | ioʔ 約削藥   |
| ɑʔ 百白石  | iɑʔ 壁錫逆  | əʔ 撲伏服   | iəʔ 足肉局  |              |
|            | iæʔ 熱歇析  | uæʔ 撥奪渴  | iuæʔ 雪月越 | oæʔ 揞（藥） |

### 聲調
瑞金話總共有7個聲調，其中平聲去聲入聲分陰陽、上聲不分陰陽。
| 聲調 | 調值 | 例字   |
| 陰平 | 55   | 花烏馬 |
| 陽平 | 24   | 猴糊行 |
| 上聲 | 312  | 火膽等 |
| 陰去 | 42   | 罵凳唱 |
| 陽去 | 31   | 問件號 |
| 陰入 | 2    | 鴨足百 |
| 陽入 | 5    | 翼學服 |

### 語音特點
1. 古全塞音、塞擦音聲母不論平仄都讀送氣清音。
2. 泥來不混。
3. 影母開口洪音讀零聲母。
4. 不分尖團，尖團音都讀[tɕ tɕʰ ɕ]。
5. 精組洪音、莊、知、章組都讀[ts tsʰ s]。
6. 曉、匣母合口字讀f。
7. 梗攝有文白對立。
8. 咸、山、蟹三攝字一二等主要元音有區別的痕跡。
9. 咸山二攝細音字相混。
10. 韻母有單元音化的趨勢，[-i][-u]等元音韻尾不明顯。
11. 陰入低，陽入高。